# アレイ導波路回折格子
アレイ導波路回折格子 （アレイどうはろかいせつこうし、Arrayed waveguide gratings、AWG）は、一般に波長分割多重通信 (WDM) における光（デ）マルチプレクサとして使用される。これらのデバイスは多数の波長を単一の光ファイバで多重化することができ、それにより光ネットワークの伝送容量が大きく増加する。
このデバイスは、異なる波長の光波が互いに線形に干渉するという光学の基本原理に基づいている。これは、光通信ネットワークの各伝送路がわずかに異なる波長の光を利用する場合、これらの多数の伝送路からの光は伝送路間のクロストークを無視して1つの光ファイバにより搬送できることを意味する。AWGは送信端で1つの光ファイバに複数波長の伝送路を多重化するために使われ、光通信ネットワークの受信端で異なる波長の個々の伝送路を取り出すためのデマルチプレクサとしても使われる。

## AWGデバイスの動作

入射光 (1) は自由空間 (2) を横切り、光ファイバもしくはチャネル導波路の束に入る。ファイバはそれぞれ異なる長さであり、ファイバの出口では異なる位相が適用される。別の自由空間 (4) を横切り、各出力チャネルが特定の波長の光のみを受けるように出力導波路 (5) の入口で干渉する。オレンジの線は光の経路のみを示している。(1) から (5) への光の経路はデマルチプレクサであり、(5) から (1) はマルチプレクサである。

上の図に示されている従来のシリカベースのAWGはシリコン基板上にシリカに不純物ドープした層とドープしない層を堆積させることにより製造された平面光波回路である。AWGはいくつかの入力(1)/出力(5)カプラ、自由空間伝播領域(2)(4)、グレーティング導波管(5)からなる。グレーティングは一定の長さ増分(ΔL)を有する多数の導波路からなる。光は、入力ポートに接続された光ファイバ(1)を介してデバイスに結合される。カプラ/スラブ接点での入力導波路からの光回折は、自遊空間領域(2)を通って伝播し、ガウス分布でグレーティングを照射する。グレーティング導波路(3)に結合された光の各波長は、グレーティング導波路における一定の長さ増分に起因する一定の位相変化を受ける。グレーティングの各導波路から回折された光は構成的に干渉し、出力導波路(5)で再集束され、その空間的位置、出力導波路はアレイの位相シフトに波長依存する。